# Largo do Paiçandu
O Largo do Paiçandu (na grafia arcaica, Largo do Payssandu e Largo do Paissandu) foi nomeado em 1865, devido à referência à Batalha de Paysandu. Atualmente é uma importante área do distrito da República, na região central da cidade de São Paulo, no Brasil. Está localizado dentro de um quadrilátero formado pela vias São João, Conselheiro Crispiniano, Rio Branco e Dom José de Barros.
No final do século XIX, era uma importante área circense da cidade.

## História
Em meados do século XIX a área do Largo do Paiçandu, por ordem do governo da cidade foi dessecada e terraplenada, já que antes o local contava com a presença de um conjunto de lagoas, formadoras de riachos se expandindo pela área do Paiçandu e São João, por conta disso a área também foi denominada como "Praça das Lagoas". Porém, no mesmo século o governo provincial ordenou que o local que concentrava as nascentes fosse dessecado e terraplenado.
Em 1865, fora atribuído o nome de Largo do Paiçandu devido à referência a Batalha de Paysandu, ocorrida no Uruguai entre as tropas dos aliados e as paraguaias. Este combate antecedeu a Guerra do Paraguai.
No ano de 1955, fora instalada, ao lado da igreja, uma estátua em homenagem às Amas de Leite (escravas que amamentavam os recém-nascidos os quais as mães não possuíam leite). Fora chamada de "Estátua da Mãe Preta", esculpida por Julio Guerra.
Desde então, o Largo do Paiçandu permaneceu pouco valorizado, mantendo seu caráter periférico com ocupação reduzida. A partir da década de 1920, com a expansão da cidade nas regiões do Vale do Anhangabaú e com a formação do Centro Novo é que a área do Paiçandu começou a receber a devida atenção. Em 1922, foi instalado o famoso bar e lanchonete Ponto Chic, local de ebulição cultural e política de São Paulo. Nesse mesmo período, o circo marcou a história com as temporadas das companhias Irmãos Queirolo e Alcebíades & Seyssel, todas com a apresentação do palhaço Piolin (um dos palhaços reconhecidos pela Semana de Arte Moderna). A partir de sua reconstrução e vitalização, a área passa a abrigar um centro de cultura e entretenimento, com a inauguração do Teatro Politeama  em 1892, e o Circo do Piolim, sendo este uma das principais atrações da região, tornando-se uma referência importante na cidade. 
Atualmente o uso residencial da área é reduzido, devido às grandes construções de edifícios de uso comercial. A região carece, assim, de atendimento das camadas populares, mostrando um número elevado de moradores de rua na região.

Em 1 de maio de 2018, o antigo edifício Wilton Paes de Almeida, localizado no largo do Paiçandu, sofreu um incêndio e desabou, deixando várias famílias, que ocupavam o imóvel irregularmente, desabrigadas.

### Café dos Artistas e Palhaço Piolin
No final do século XIX, o Café dos Artistas tornou-se conhecido por reunir empresários circenses e artistas, passou a acontecer no Largo do Paiçandu por ser considerado um lugar de encontros sociais e referencial aos artistas, que iam procurar trabalho e dos empresários que buscavam artistas para agenciar. Mas no ano de 1920 a história marcou-se definitivamente, após as temporadas das Companhias Irmãos Queirolo e Alcebíades & Seyssel, que tinham como atração o Palhaço Piolin, que marcou a capital paulistana com suas apresentações.

### Cinelândia

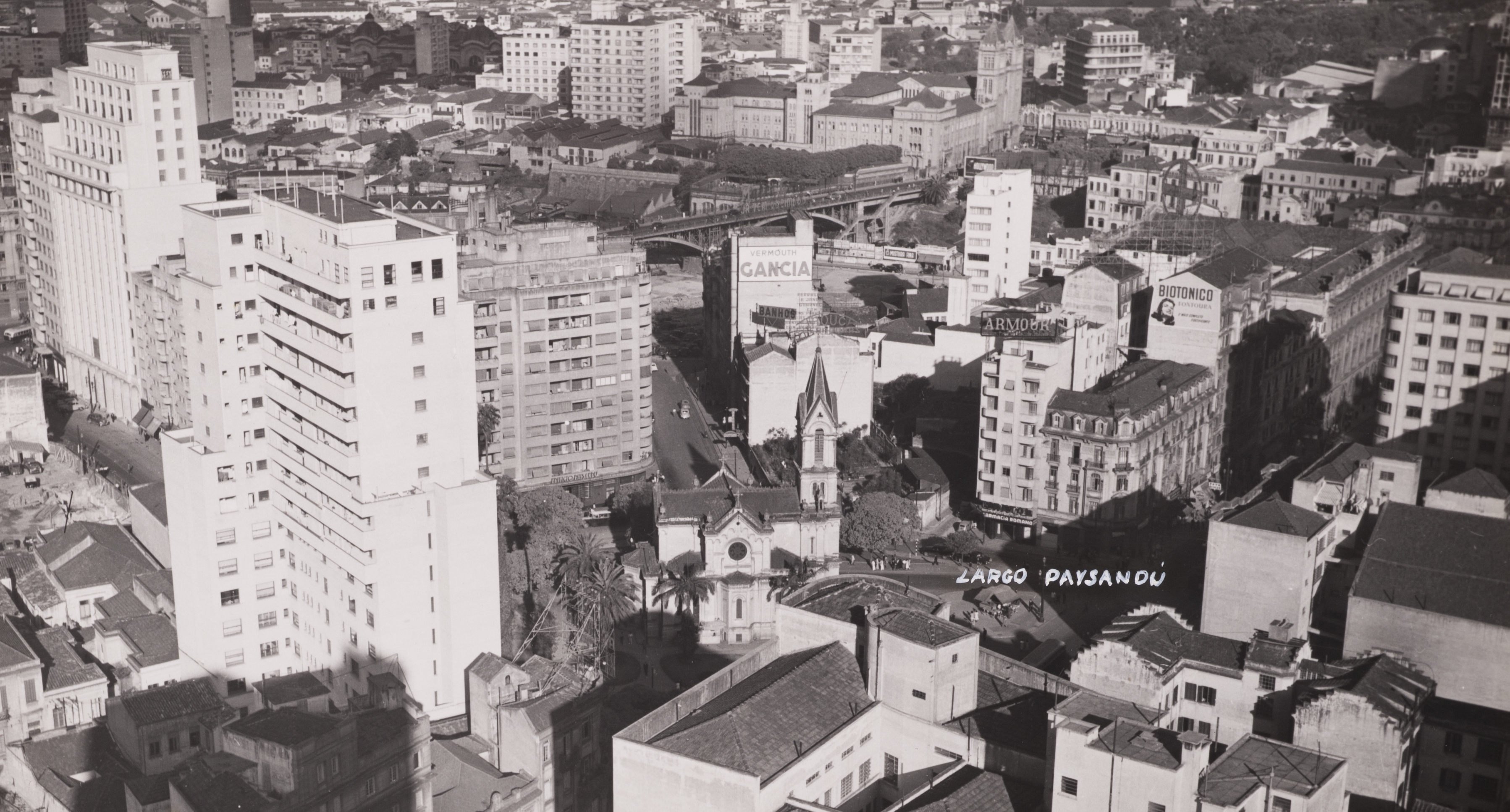
Largo Paiçandu (década de 1990)

No início do século XX, entre as décadas de 1930 e 1950, ficou conhecido como Cinelândia de São Paulo uma grande região caracterizada por seu aspecto cultural e de grande agito.
A antiga Cinelândia era famosa por seus cinemas de variados portes e também por sua série de estabelecimentos como teatros, salões de dança, boates e cabarés que contribuíam para a fama do local. Havia também no Largo do Paiçandu um famoso bar chamado "Bar dos Artistas", que determinava o eixo como uma verdadeira passarela da elite paulistana.

## Etimologia
O nome original do local era Praça das Alagoas, em alusão às diversas nascentes e lagoas formadoras do riacho Yacuba que lá havia. A lagoa mais volumosa era conhecida a partir de 1870 como Tanque do Zunega, nome pelo qual passou a ser denominado o local em detrimento de Praça das Alagoas. Com a drenagem da área e canalização do rio Anhangabaú, o nome foi modificado para Largo do Paiçandu em homenagem à localidade de Paysandu tomada no Uruguai em 1865. Por sua vez, o nome dessa localidade uruguaia é uma referência às espécies de palmeira Allagoptera arenaria e Allagoptera campestris.

## Igreja Nossa Senhora do Rosário dos Homens Pretos
Em seu centro, está localizada a Igreja Nossa Senhora do Rosário, ou Igreja de Nossa Senhora do Rosário dos Homens Pretos, que foi construída gratuitamente por trabalhadores negros, tendo sido consagrada em 1906, quando uma grande procissão, acompanhada por banda, trasladou as imagens do antigo templo, que ficava no Largo do Rosário, atual Praça Antônio Prado.
Em 1872, João Teodoro Xavier resolve abrir um largo em frente à igreja, devido à desapropriação dos pequenos imóveis ali instalados, passando a ser chamado de Largo do Rosário.
Na Igreja Nossa Senhora do Rosário dos Homens Negros há a realização de comemorações anuais da Libertação dos Escravos, no dia 13 de maio, e ainda, no Dia da Consciência Negra, no dia 20 de novembro. Em algumas dessas celebrações, além de missas afros, ocorre também outros eventos e programações, como feiras afros, shows Gospel e da comunidade do samba.

## A Galeria do Rock
Uma das mais conhecidas e visitadas construções do Largo do Paiçandu é o Shopping Center Grandes Galerias, popularmente conhecido como Galeria do Rock. Com arquitetura moderna, o edifício é ondulado e tem quatro andares, onde possui lojas com artigos relacionadas ao gênero, como lojas de serigrafia e arte, muitas opções de lojas de roupas e acessórios, lojas de discos, skateshops, estúdios de tatuagem, lojas com artigos de hip hop no subsolo e salão de cabeleireiro voltado a este público.

## A Galeria do Reggae
Seu nome oficial é Galeria Presidente, mas por ser considerado o abrigo da cultura afro na cidade de São Paulo desde a década de 60, a irmã menor, mais nova e menos conhecida da "Galeria do Rock" é comumente conhecida como "Galeria do Reggae". Distribuída em quatro andares, é possível encontrar por lá muitas lojas de discos, tabacarias, lojas de skates e artigos do gênero e, principalmente, salões de beleza qualificados na aplicação de dreads e tranças, assim como lojas de cosméticos especializadas em itens para peles negras e morenas.

## Galeria

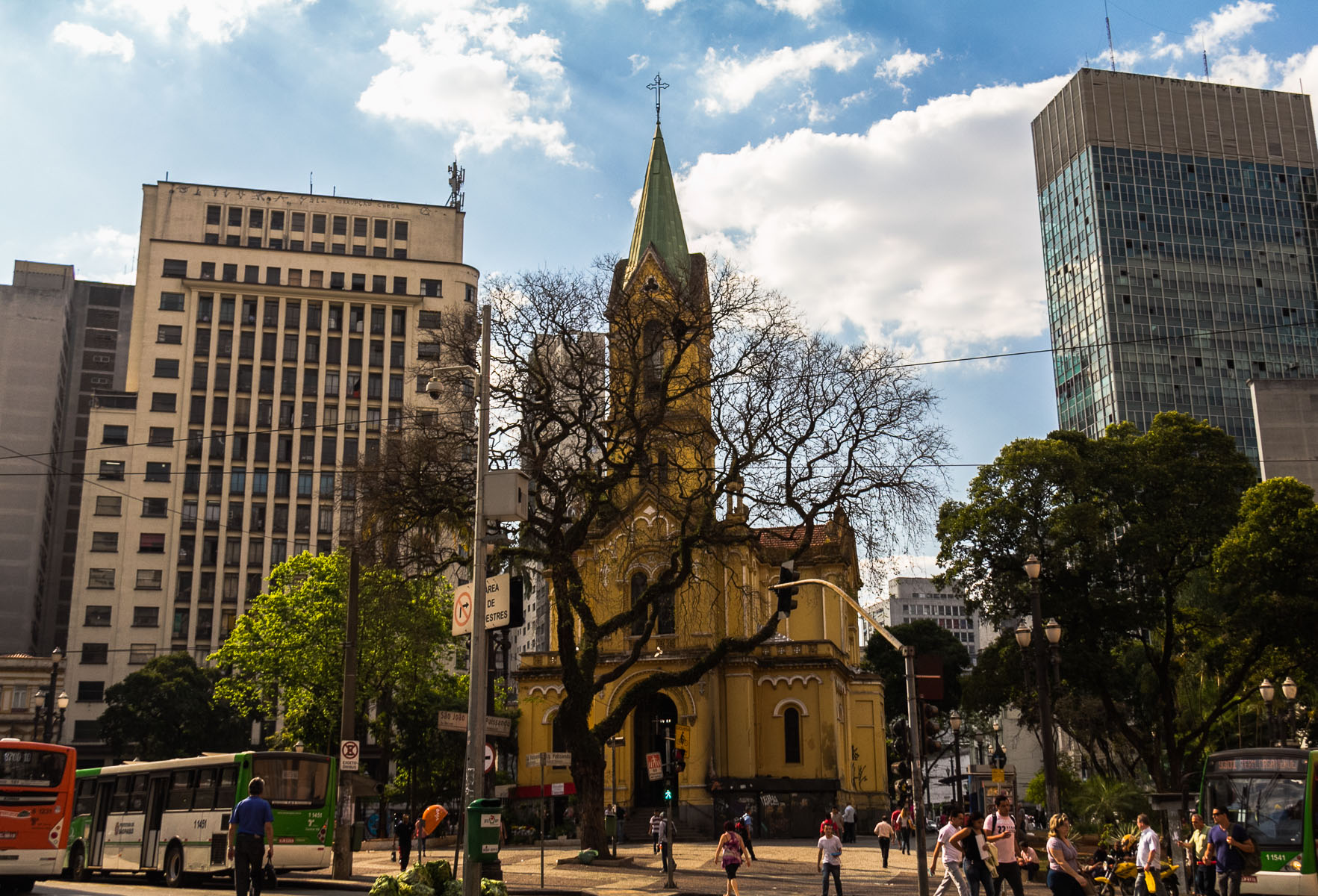
Largo do Paiçandu
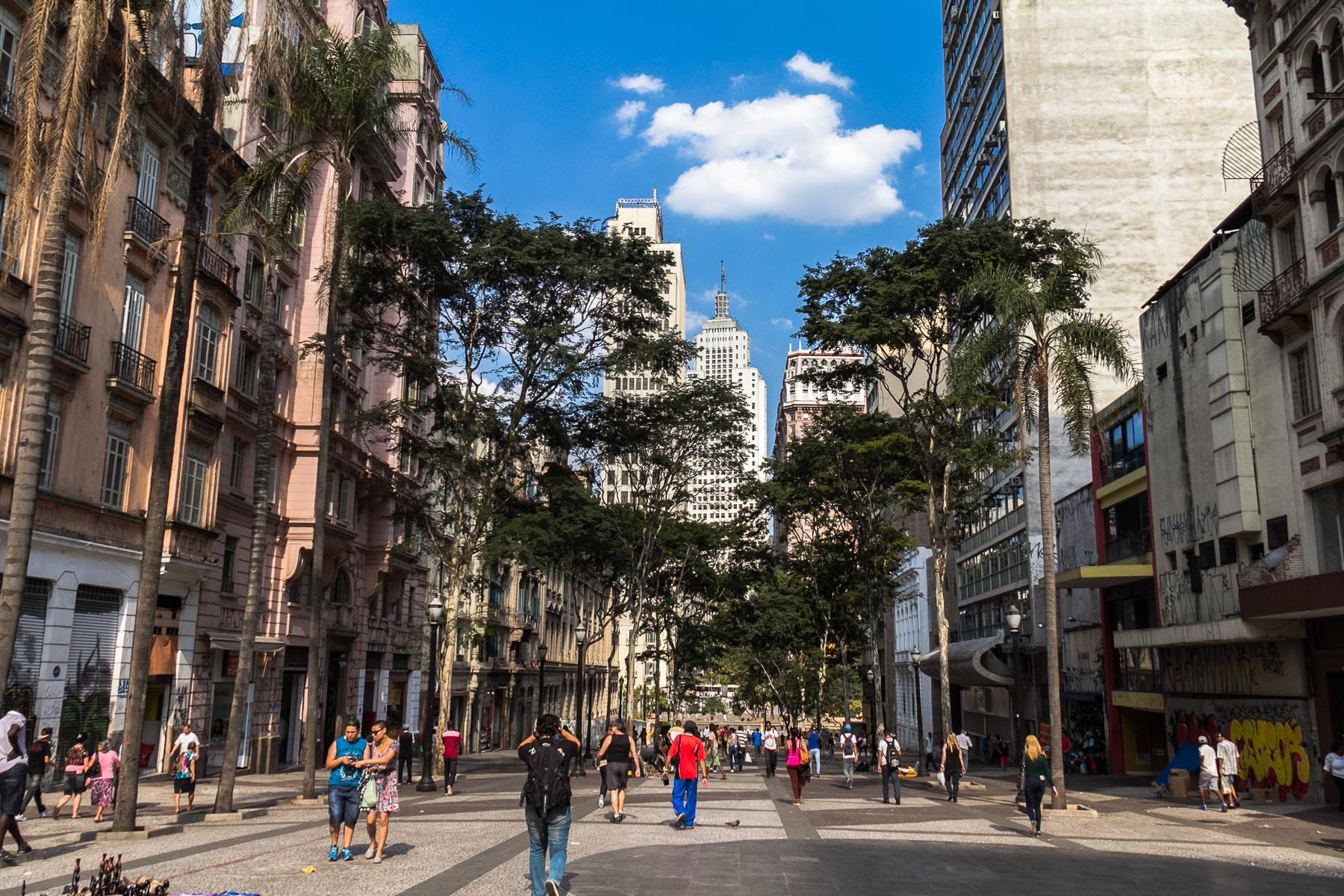
Largo do Paiçandu
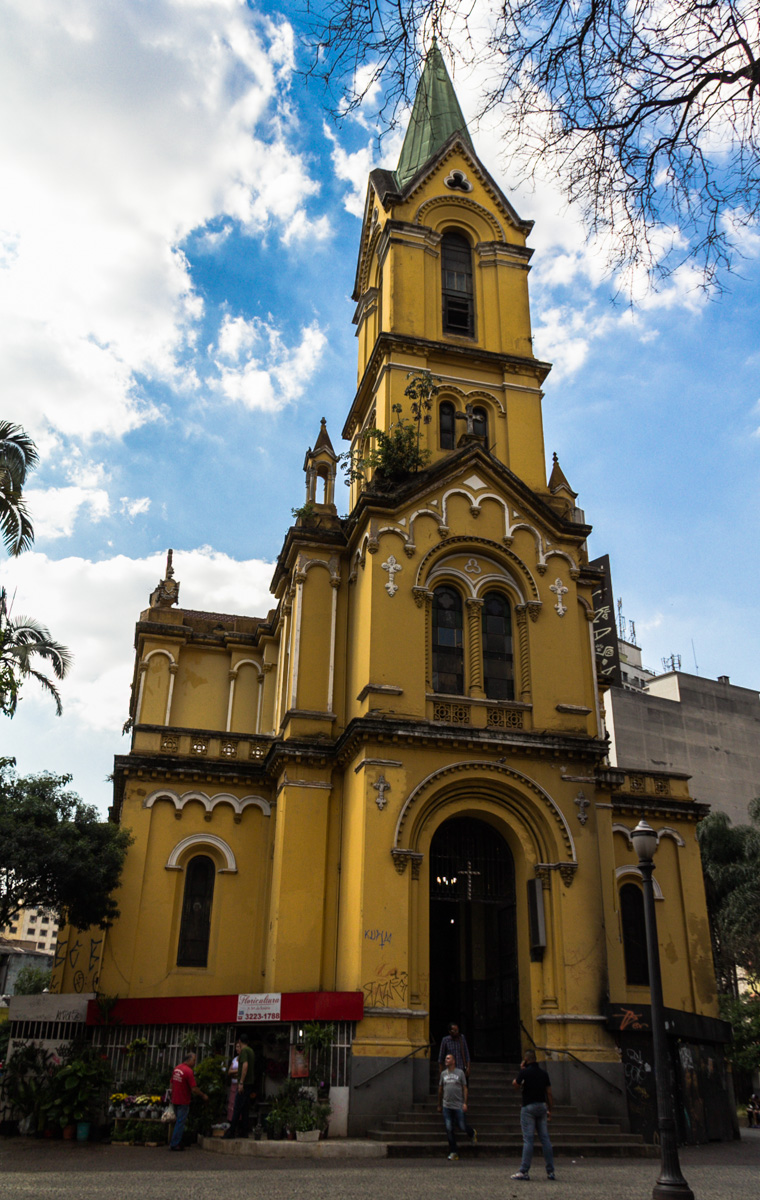
Largo do Paiçandu
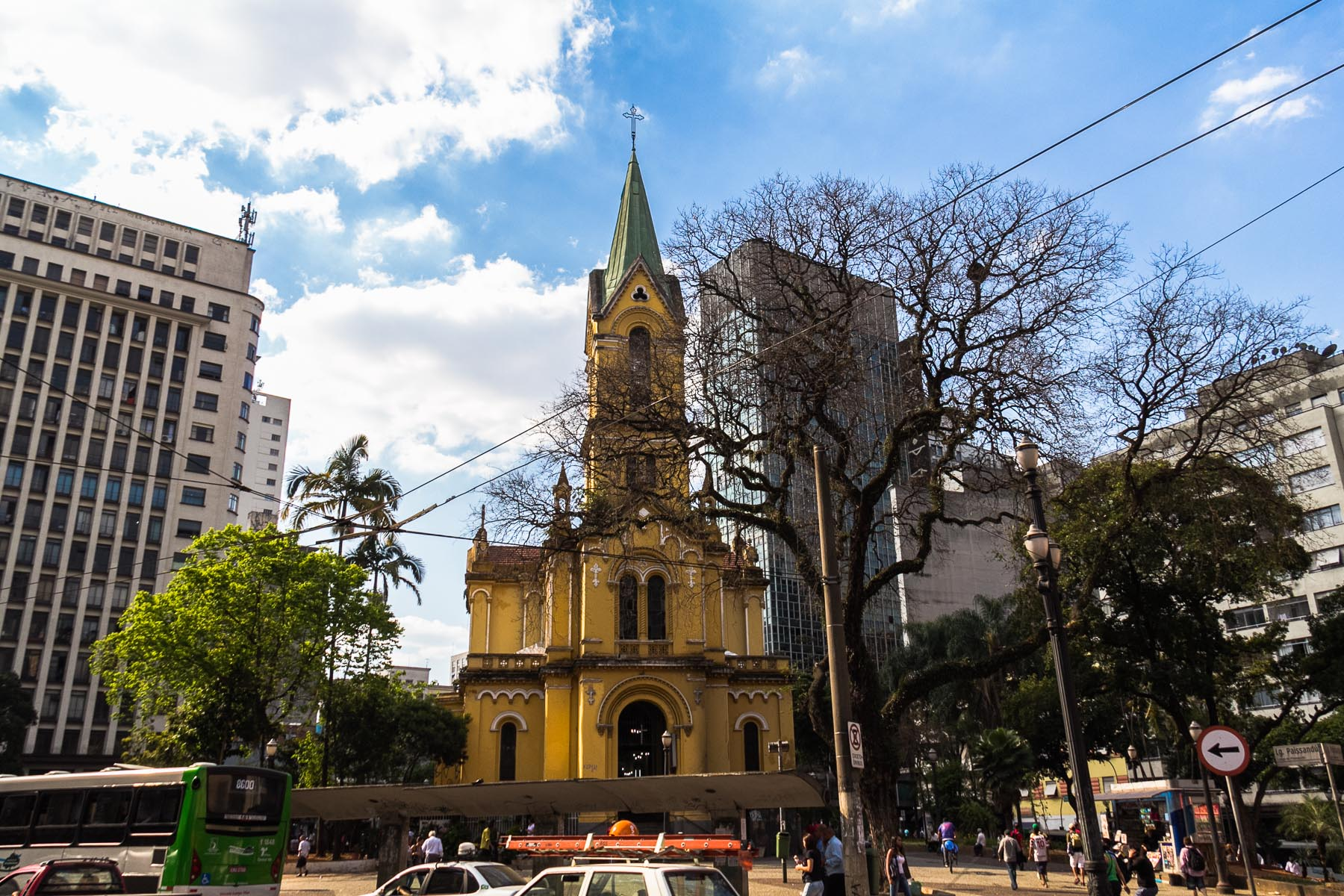
Largo do Paiçandu
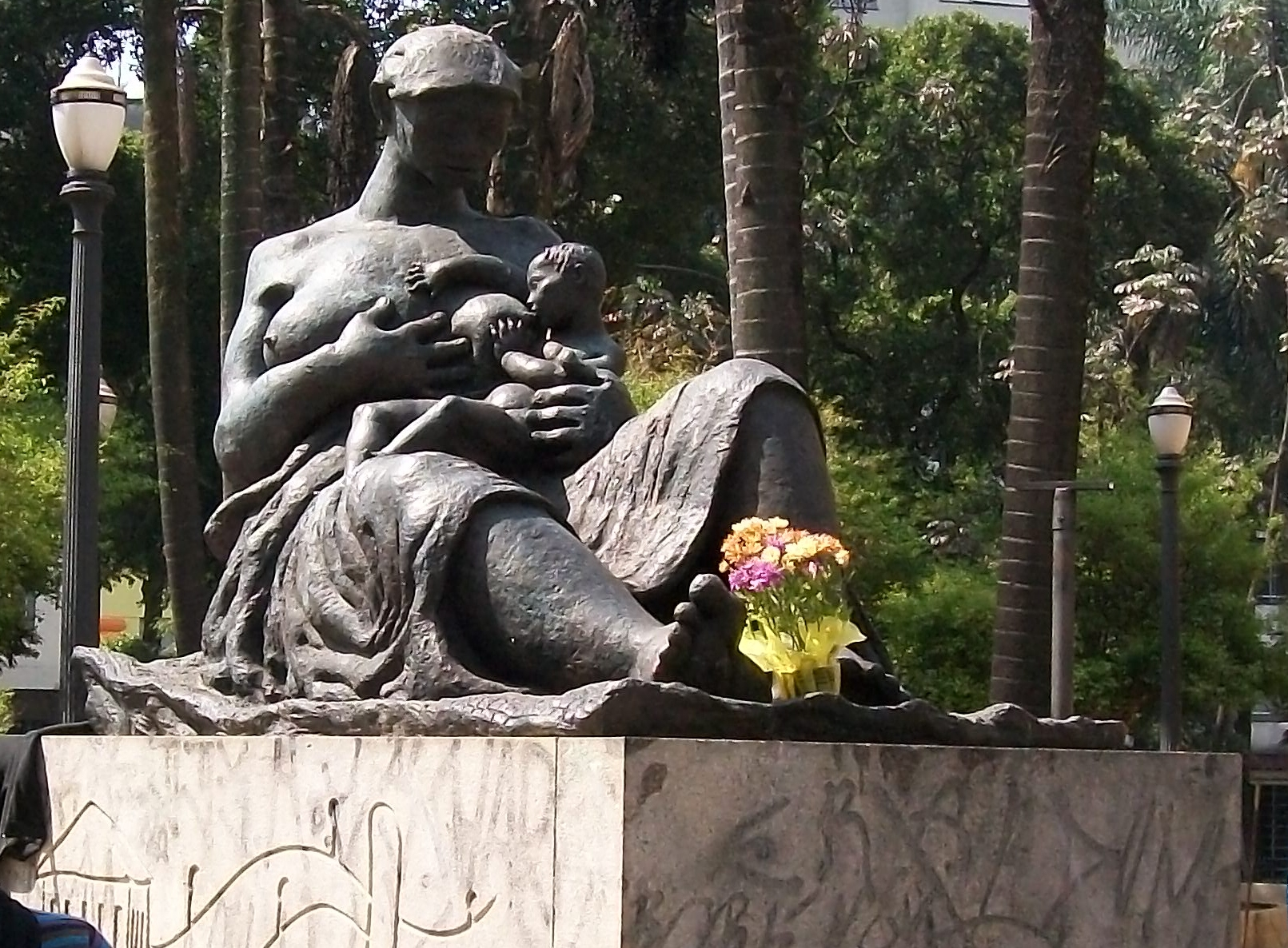
Monumento à Mãe Preta, atrás da Igreja do Rosário
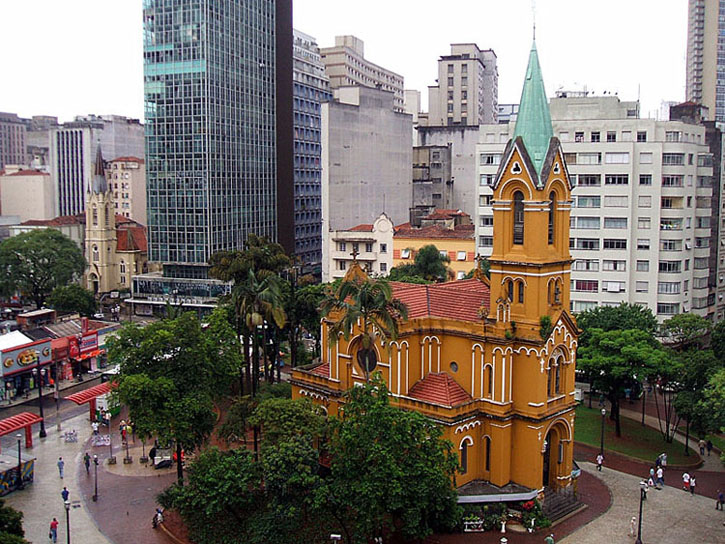
Igreja do Rosário dos Homens Pretos
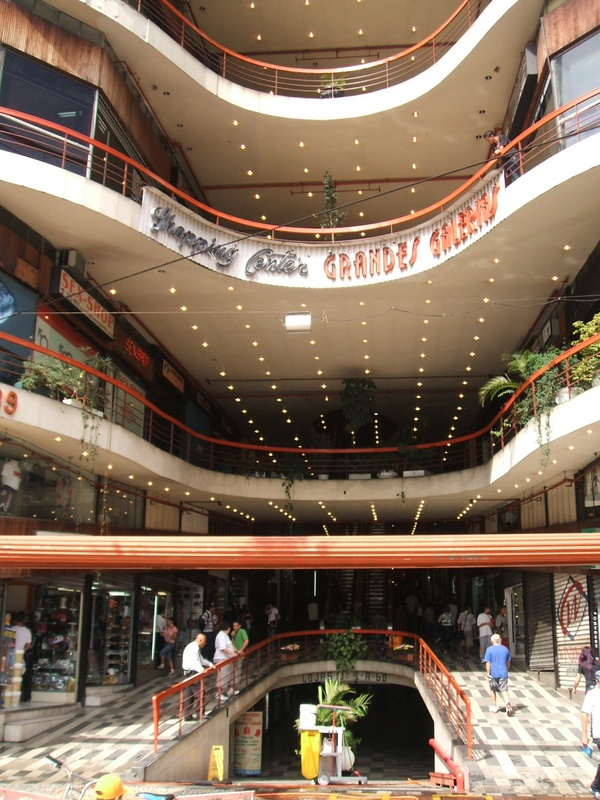
Galeria do Rock